# Al-Muhtadee Billah
Príncipe Herdeiro Haji Al-Muhtadee Billah bin Hassanal Bolkiah (Bandar Seri Begawan, 17 de fevereiro de 1974) é o filho mais velho do Sultão de Brunei Hassanal Bolkiah e da rainha consorte Anak Saleha, sendo o primeiro na linha de sucessão do trono bruneiano.
Al-Muhtadee Billah ocupa o cargo de ministro sênior do Gabinete do Primeiro-Ministro de Brunei, General das Forças Armadas Reais de Brunei e Inspetor Geral Adjunto da Força Policial Real de Brunei.

## Educação
A educação de Al-Muhtadee Billah começou cedo na vida, na Prince-Princess School em Istana Darul Hana. Ele também teve sua educação primária na Escola St. Andrew em Bandar Seri Begawan. Posteriormente, ele progrediu no Certificado de Educação Júnior de Brunei em 1988 e no Exame de Nível Ordinário do Certificado Geral de Educação (GCE) em 1991, enquanto estudava no Paduka Seri Begawan Sultan Science College. Ele foi educado na Escola Emanuel em Londres. Ele passou nos exames GCE Advanced Level em 1994.
Al-Muhtadee Billah participou de tutoriais na Universidade de Brunei Darussalam e começou sua educação no exterior no Centro Oxford de Estudos Islâmicos em outubro de 1995. Ele se matriculou para admissão no Programa de Serviço Exterior da Universidade de Oxford no Magdalen College, Oxford, onde se formou em 1997. Enquanto estava em Oxford, ele seguiu um programa de estudos especialmente elaborado para ele envolvendo estudos islâmicos, comércio, diplomacia e relações internacionais. Ele recebeu seu Diploma de Estudos Diplomáticos em uma convocação especial realizada em 3 de agosto de 1998 em Bandar Seri Begawan.
Em 1988, Al-Muhtadee Billah concluiu a leitura do Alcorão e do 'ayat-ayat lazim' e também estudou vários aspectos dos ensinamentos islâmicos.

## Príncipado
Al-Muhtadee Billah foi proclamado príncipe herdeiro de Brunei em 10 de agosto de 1998 no Istana Nurul Iman. Na cerimônia, seu pai, o sultão de Brunei, concedeu a ele o 'Keris Si Naga'. Isso o colocou na linha para se tornar o 30º Sultão de Brunei. A cerimônia foi seguida pela procissão pela capital, Bandar Seri Begawan.
Ao se preparar para se tornar o futuro líder e chefe do país, Al-Muhtadee Billah ocupa vários cargos no governo. Ele é o ministro sênior do gabinete do primeiro-ministro, general das Forças Armadas Reais de Brunei e vice-inspetor geral da Força Policial Real de Brunei. Como ministro sênior, ele também é chefe do Comitê Nacional de Gestão de Desastres.
Como ministro sênior do gabinete do primeiro-ministro (e da corte real), ele está sendo intensamente preparado em todos os aspectos da governança. Quando seu pai está no exterior, ele é sempre nomeado para atuar como vice-sultão. Ele também concede audiência aos Embaixadores e Altos Comissários estrangeiros que chegam e partem. Cada vez mais ele aparece em funções oficiais para melhorar suas habilidades de falar em público fazendo sabda (discursos reais de um príncipe herdeiro). Ele é o vice-chanceler da Universidade de Brunei Darussalam e o chanceler do Institute Technology Brunei; uma vez por ano entrega diplomas nas convocatórias de ambas as instituições.

## Família
Em 9 de setembro de 2004, ele desposou a Princesa Sarah, então com dezessete anos de idade no Nurul Iman Palace em Bandar Seri Begawan. Os convidados incluíram o duque de Gloucester, o príncipe herdeiro Naruhito do Japão, o Yang di-Pertuan Agong da Malásia, os príncipes Bandar e Saud al-Faisal da Arábia Saudita, o rei do Bahrein e outros sultões da Malásia. O casamento também contou com a presença de chefes de estado e de governo de Cingapura, Tailândia, Malásia, Indonésia e Filipinas. O casamento incluiu uma cerimônia bersanding e um passeio por Bandar Seri Begawan em um Rolls Royce com capota dourada.
O casal real tem quatro filhos (2 príncipes e 2 princesas):
- Príncipe Herdeiro Pengiran Muda Abdul Muntaqim, nasceu em 17 de março de 2007 no Hospital Raja Isteri Pengiran Anak Saleha;[13][14]
- Princesa Pengiran Anak Muneerah Madhul Bolkiah, nasceu em 2 de janeiro de 2011 em Istana Nurul Iman;[15]
- Príncipe Pengiran Muda Muhammad Aiman nasceu em 7 de junho de 2015 em Istana Nurul Iman;[16]
- Princesa Pengiran Anak Faathimah Az-Zahraa' Raihaanul Bolkiah, nasceu em 1º de dezembro de 2017 em Istana Nurul Iman.[17]

## Interesses pessoais
Ele possui carros esportivos de todo o mundo, incluindo um Lamborghini Murciélago LP640, um Mercedes-Benz SLR McLaren e uma Ferrari 599 GTB Fiorano.
Ele é um entusiasta de bilhar e sinuca e participou do Campeonato Mundial Masculino de Nove Bolas de 2006 da WPA e, posteriormente, do Campeonato Mundial de Bolas Oito da WPA de 2008. O Campeonato Mundial de Pool de 2007 foi lançado em 10 de outubro no Sofitel Philippine Plaza Hotel em Manila; Al-Muhtadee Billah representou Brunei no torneio no Araneta Coliseum de 3 a 11 de novembro.
Um clube de futebol, o Brunei DPMM FC é propriedade do Príncipe Al-Muhtadee Billah, que já jogou como goleiro do time.